# Jacob Fidelis Ackermann
Jacob Fidelis Ackermann (23 de abril de 1765 – 28 de outubro de 1815) foi um botânico, professor de anatomia e cirurgião alemão.

## Publicações
- Über die Kreuzung der Sehnerven, Blumbach's medical bibliography, 1788, III. 307. 706.
- Gustus organi novissime detecti prodromus, Mainz, 1790
- Über den Cretinismus, Gotha, 1790
- Darstellung der Lebenskräfte, 2 volumes, Frankfurt am Main, 1797, 1800
- Über die Erleichterung schwerer Geburten, Jena, 1804
- Kritik an der Gall'schen Schädel- und Organlehre, Heidelberg, 1806
- De febribus epitome, Heidelberg, 1809
- Über die Natur des Gewächses, 1812
- Commentarii de nervei systematis primordiis, Mannheim, 1813